# حبق بيضوي
حبق بيضوي (الاسم العلمي:Ocimum ovatum) هو نوع من النباتات يتبع جنس الحبق من الفصيلة الشفوية.